# 南京応天府 (北宋)
南京応天府（なんけいおうてんふ）は、宋代の府。正都東京開封府の陪都とされている。現在の河南省商丘市一帯に設置された。明代の都の南京応天府（現在の江蘇省南京市）とは異なる。

## 歴史
商丘には、周代から戦国時代にかけては宋の国都が置かれ、隋・唐代には宋州が設置された。南宋の初代皇帝となった高宗はこの地で即位した。後に臨安に移り、臨時政府の所在地とした。